# 松形祐堯
松形 祐堯（まつかた すけたか、1918年2月26日 ‐ 2007年8月23日）は、日本の政治家、官僚。
宮崎県知事（公選第10‐15代）、林野庁長官を歴任。

## 略歴
宮崎県えびの市出身。
宮崎県立小林中学校（現・宮崎県立小林高等学校）、鹿児島高等農林学校（現・鹿児島大学農学部）、九州帝国大学農学部卒業。
1942年農林省に入省。林野庁長官などを歴任後、1976年の参議院議員補欠選挙に宮崎県選挙区から自由民主党公認で立候補したが落選。1979年当時の宮崎県知事黒木博の任期途中での辞職により同県知事選に立候補し当選、2003年まで宮崎県知事を6期務めた。
6期目では全国で最高齢の知事であった。
2004年旭日大綬章受章。
2007年8月23日、肺炎のため死去。89歳没。同日付で従三位に叙される。

## 経歴
- 1942年 農林省（当時）入省
- 1954年07月10日 名古屋営林局事業部利用課長[1]
- 1956年04月01日 青森県農林商工部林務課長[2]
- 林野庁指導部造林保護課長補佐
- 1962年09月10日 科学技術庁資源局科学調査官[3]
- 徳島県農林部長
- 1969年 熊本営林局長
- 1971年07月20日 林野庁指導部長[4]
- 1974年07月05日 林野庁長官[5]
- 1976年 退官、参議院議員の補欠選挙に立候補するも落選
- 1978年10月01日 林業信用基金理事長[6]
- 1979年07月02日 林業信用基金理事長依願免職[7]
- 1979年 宮崎県知事
- 2003年 宮崎県知事退任
- 2004年04月29日 旭日大綬章受章[8][9]
- 2007年08月23日死去

## 家族・親族
- 松形良正元えびの市長実弟。